# Бандельер, Адольф
Адольф Френсис Альфонс Бандельер, англ. Adolph Francis Alphonse Bandelier (6 августа 1840, Берн, Швейцария — 18 марта 1914) — американский археолог швейцарского происхождения, в честь которого назван Национальный памятник Бандельер в штате Нью-Мексико.
В юности Бандельер эмигрировал из Швейцарии в США. С 1880 г. посвятил себя археологическим и этнографическим исследованиям индейских культур юго-запада США, Мексики и Южной Америки. Начал свои исследования в мексиканском штате Сонора, а также на территории США — в штатах Аризона и Нью-Мексико, где внёс существенный вклад в изучение древних пуэбло. Наряду с Ф. Кашингом и его последователями Бандельер стал одним из ведущих специалистов своего времени по доколумбовым цивилизациям.
В 1892 г. переключил свои исследования на Южную Америку — Эквадор, Боливию и Перу, где он также проводил этнологические, археологические и исторические исследования. Одну из экспедиций спонсировал Американский музей естественной истории в Нью-Йорке.
Бандельер смог доказать ложность множества исторических мифов, сложившихся в археологии того времени, в частности, по поводу цивилизации инков в Перу.

## Основные сочинения
- On the Art of War and Mode of Warfare of the Ancient Mexicans; On the Distribution and Tenure of Lands and the Customs with respect to Inheritance among the Ancient Mexicans; On the Social Organization and Mode of Government of the Ancient Mexicans (Harvard University, Peabody Museum of American Archaeology and Ethnology, Annual Reports, 1877, 1878, 1879)
- Historical Introduction to Studies among the Sedentary Indians of New Mexico; Report on the Ruins of the Pueblo of Pecos (1881)
- Report of an Archaeological Tour in Mexico in 1884 (1884)
- Final Report of Investigations among the Indians of the South-western United States (1890—1892, 2 vols.)
- Contributions to the History of the South-western Portion of the United States carried on mainly in the years from 1880 to 1885 (1890)
- Aboriginal myths and traditions concerning the island of Titicaca, Bolivia. (1904)